# Тавернеле Емилија Пеза (Болоња)
Тавернеле Емилија Пеза (итал. Tavernelle Emilia Pesa) је насеље у Италији у округу Болоња, региону Емилија-Ромања.
Према процени из 2011. у насељу је живело 308 становника. Насеље се налази на надморској висини од 27 м.